# 入好さとる
入好 さとる（いりよし さとる、1958年9月15日 - ）は、日本の男性アニメーター、キャラクターデザイナー、アニメ演出家・監督。九州出身。本名：入好 悟（読み同じ）。1980年代の『ゲゲゲの鬼太郎』第3シリーズでコンビを組んだ新岡浩美とは夫婦である。

## 来歴
26歳で国際アニメーション研究所に入り、中退後ネオメディアに入社。すぐに日本アニメーションに派遣され、『不思議の国のアリス』の動画チェッカーとなる。作品終了後はスタジオジャイアンツに入社、原画担当となる。2年ほどで退社し、以後フリー。
『きんぎょ注意報!』でのキャラクターの頭身の段階設定や漫符の多用などは、少女ギャグアニメ隆盛のきっかけとなったともいわれる。Flashを使用したアニメーション作成の仕事も多い。

## 参加作品

### テレビアニメ
- レディジョージィ（1983年）動画
- Gu-Guガンモ（1984年）原画
- タッチ（1985年）原画
- ゲゲゲの鬼太郎（第3作）（1985年）作画監督
- 悪魔くん（1989年）作画監督
- ちびまる子ちゃん（1990年）絵コンテ・演出・作画監督・原画
- もーれつア太郎（1990年）作画監督
- きんぎょ注意報!（1991年）キャラクターデザイン・作画監督
- DRAGON QUEST -ダイの大冒険-（1991年）作画監督
- GS美神（1993年）作画監督
- ママレード・ボーイ（1994年）作画監督
- 七つの海のティコ（1994年）作画監督
- ちびまる子ちゃん（第2期：1995年 - ）絵コンテ・原画
- ルパン三世 燃えよ斬鉄剣（1995年）原画
- ゲゲゲの鬼太郎（第4作）（1996年）作画監督　※遠藤明夫名義
- 名探偵コナン（1996年）原画
- 名犬ラッシー（1996年）原画
- ハーメルンのバイオリン弾き（1996年）原画
- HAUNTEDじゃんくしょん（1997年）作画監督
- 中華一番!（1997年）原画
- グランダー武蔵RV（1998年）キャラクターデザイン - 平岡正幸と共同で担当
- アニメ週刊DX!みいファぷー ヘリタコぷーちゃん（1998年）キャラクターデザイン・作画監督
- HUNTER×HUNTER（1999年）絵コンテ・作画監督
- 小さな巨人 ミクロマン（1999年）原画
- ぶぶチャチャ（1999年）オープニング作画
- 学園戦記ムリョウ（2001年）原画
- ポケットモンスタークリスタル ライコウ雷の伝説（2001年）原画
- ぱにょぱにょデ・ジ・キャラット（2002年）絵コンテ・作画監督
- わがまま☆フェアリー ミルモでポン!（2002年）原画
- 東京アンダーグラウンド（2002年）絵コンテ・原画
- 忍たま乱太郎（2002年）絵コンテ
- NARUTO -ナルト-（2003年）絵コンテ
- デ・ジ・キャラットにょ（2003年）絵コンテ
- GUNSLINGER GIRL（2003年）原画
- 瓶詰妖精（2003年）原画
- SPACE PIRATE CAPTAIN HERLOCK（2003年）原画
- ロックマンエグゼAXESS（2003年）原画
- ごくせん（2004年）原画
- 十兵衛ちゃん2 -シベリア柳生の逆襲-（2004年）原画
- ボボボーボ・ボーボボ（2005年）絵コンテ
- Xenosaga THE ANIMATION（2005年）絵コンテ
- 甲虫王者ムシキング 森の民の伝説（2005年）絵コンテ
- 冒険王ビィト（2005年）絵コンテ
- ガイキング LEGEND OF DAIKU-MARYU（2005年）絵コンテ
- まじめにふまじめ かいけつゾロリ（2005年）絵コンテ
- はっぴぃセブン 〜ざ・テレビまんが〜（2005年）「はっぴぃステーション」絵コンテ、アイキャッチ絵コンテ・演出・原画、OP原画
- 冒険王ビィト エクセリオン（2005年）絵コンテ
- ポケットモンスター アドバンスジェネレーション（2006年）#176・190 絵コンテ
- 祝!(ハピ☆ラキ)ビックリマン（2006年）絵コンテ
- ゲゲゲの鬼太郎（第5作）（2007年）絵コンテ
- はたらキッズ マイハム組（2007年）絵コンテ
- うちの3姉妹（2008年）キャラクターデザイン（趙娟珠と共同で担当）・絵コンテ・演出
- チーズスイートホーム あたらしいおうち（2009年）絵コンテ・原画
- 魔法少女まどか☆マギカ（2011年）原画
- 探検ドリランド（2012年）絵コンテ
- ダンボール戦機W（2013年）作画監督
- ドキドキ!プリキュア（2013年）演出
- ハピネスチャージプリキュア!（2014年）絵コンテ
- Go!プリンセスプリキュア（2015年）絵コンテ
- HUGっと!プリキュア（2018年）絵コンテ
- ドラえもん（2018年）絵コンテ・原画
- メジャーセカンド（2018年）絵コンテ
- スター☆トゥインクルプリキュア（2019年）絵コンテ

### 映画など単発作品
- ゲゲゲの鬼太郎 妖怪大戦争（1986年）原画
- ゲゲゲの鬼太郎 激突!!異次元妖怪の大反乱（1986年）作画監督
- 悪魔くん ようこそ悪魔ランドへ!!（1990年）作画監督
- きんぎょ注意報!（1992年）キャラクターデザイン・作画監督
- 仮面ライダーSD（1993年）キャラクターデザイン・作画監督
- Dr.スランプ アラレちゃん んちゃ!ペンギン村はハレのち晴れ（1993年）原画
- Dr.スランプ アラレちゃん ほよよ!!助けたサメに連れられて…（1994年）原画
- Dr.スランプ アラレちゃん んちゃ!!わくわくハートの夏休み（1994年）原画
- 劇場版 フランダースの犬（1997年）原画
- 劇場版名探偵コナン シリーズ
  - 名探偵コナン 時計じかけの摩天楼（1997年）原画
  - 名探偵コナン 世紀末の魔術師（1999年）原画
  - 名探偵コナン 瞳の中の暗殺者（2000年）原画
  - 名探偵コナン 天国へのカウントダウン（2001年）原画
- るろうに剣心 -明治剣客浪漫譚- 維新志士への鎮魂曲（1997年）原画
- 新世紀エヴァンゲリオン劇場版 Air/まごころを、君に（1998年）原画
- 劇場版ポケットモンスターシリーズ
  - 劇場版ポケットモンスター ミュウツーの逆襲（1998年）原画
  - 劇場版ポケットモンスター 結晶塔の帝王 ENTEI（2000年）原画
  - 劇場版ポケットモンスター セレビィ 時を超えた遭遇（2001年）原画
  - 劇場版ポケットモンスター 水の都の護神 ラティアスとラティオス（2002年）原画
  - 劇場版ポケットモンスター アドバンスジェネレーション 七夜の願い星 ジラーチ（2003年）原画
  - 劇場版ポケットモンスター アドバンスジェネレーション 裂空の訪問者 デオキシス（2004年）原画
  - 劇場版ポケットモンスター アドバンスジェネレーション ミュウと波導の勇者 ルカリオ（2005年）原画
  - 劇場版ポケットモンスター アドバンスジェネレーション ポケモンレンジャーと蒼海の王子 マナフィ（2006年）原画
  - 劇場版ポケットモンスター ダイヤモンド&パール アルセウス 超克の時空へ（2009年）原画
  - 劇場版ポケットモンスター ダイヤモンド&パール 幻影の覇者 ゾロアーク（2010年）原画
  - 劇場版ポケットモンスター ベストウイッシュ ビクティニと黒き英雄 ゼクロム・白き英雄 レシラム（2011年）原画
  - 劇場版ポケットモンスター ベストウイッシュ キュレムVS聖剣士 ケルディオ（2012年）原画
  - 劇場版ポケットモンスター ベストウイッシュ 神速のゲノセクト ミュウツー覚醒（2013年）原画
  - ポケモン・ザ・ムービーXY 光輪の超魔神 フーパ（2015年）原画
  - ポケモン・ザ・ムービーXY&Z ボルケニオンと機巧のマギアナ（2016年）原画
- さばくの国の王女さま（2001年）原画
- 劇場版 とっとこハム太郎 ハムハムハムージャ! 幻のプリンセス（2002年）原画
- Piaキャロットへようこそ!! -さやかの恋物語-（2002年）原画
- NARUTO -ナルト- 紅き四つ葉のクローバーを探せ（2003年、絵コンテ）
- 犬夜叉 紅蓮の蓬莱島（2004年）原画
- 金色のガッシュベル!! メカバルカンの来襲（2005年）原画
- MIRAIくんとの夏休み（2005年） 愛地球博NEDOパビリオン用立体3Dアニメ、演出
- ONE PIECE THE MOVIE オマツリ男爵と秘密の島（2005年）原画
- ぼくは王さま（2006年）キャラクターデザイン、原画
- それいけ!アンパンマン シャボン玉のプルン（2007年）原画
- 劇場版 ゲゲゲの鬼太郎 日本爆裂!!（2008年）原画
- チベット犬物語 〜金色のドージェ〜（2012年）原画
- 映画 妖怪ウォッチ 誕生の秘密だニャン!（2014年）原画
- ポケットモンスター オーロラからのメッセージ（2020年）プラネタリウム上映作品、シナリオ・絵コンテ
- 深海のサバイバル!（2021年）監督[1]
- 映画おしりたんてい 夢のジャンボスイートポテトまつり（2022年）監督[1]

### OVA
- 紅い牙 ブルー・ソネット（1989年）原画
- ロードス島戦記（1990年）原画
- 真・孔雀王（1994年）原画
- KEY THE METAL IDOL（1995年）原画
- 妖精姫レーン（1995年）原画
- HUNTER×HUNTER ORIGINAL VIDEO ANIMATION（2002年）オープニングアニメーション
- アニメ古典文学館「徒然草」（2004年）キャラクターデザイン
- アラタなるセカイ（2012年）原画

### ゲーム
- ワイルドアームズ（1996年）アニメーションパート原画
- ワイルドアームズ アルターコード:F（2003年）アニメーションパート原画

### 漫画作品
- GO!GO!ACKMAN（原作・監修：鳥山明、作・小山高生、Vジャンプ、1994年 - 1996年）作画